# Леонидов, Олег Анатольевич
Олег Анатольевич Леонидов (укр. Олег Анатолійович Леонідов; род. 16 августа 1985, Днепропетровск) — украинский футболист, защитник.

## Биография
В ДЮФЛ выступал за днепропетровский УФК. Первый тренер — Андрей Никулин. Профессиональную карьеру начал в клубе «Электрометаллург-НЗФ». В 2006 году попал в клуб «Севастополь», но за основной состав провёл всего 1 матч. После чего выступал в чемпионате Крыма за севастопольскую «Авлиту». После играл за «Энергию» из Южноукраинска.
В 2008 году перешёл в клуб «Львов». В команде дебютировал 23 марта 2008 года в матче против «Николаева» (0:0). В сезоне 2007/08 «Львов» занял второе место после мариупольского «Ильичёвца», что позволило клубу выступать в Премьер-лиге. В Премьер-лиге дебютировал 28 февраля 2009 года в матче против днепропетровского «Днепра» (1:1). По итогам сезона 2008/09 «Львов» покинул высший дивизион, а Леонидов провёл всего 3 матча в вышке и провёл 15 матчей и забил 1 гол в молодёжном первенстве.
1 октября 2015 был дозаявлен в состав «Колоса» (Ковалёвка).

## Достижения
- Серебряный призёр Первой лиги Украины: 2007/08